# USM Sétif
Union Sportive Madinet Sétif  (în arabă الإتحاد الرياضي لمدينة سطيف), denumit în mod obișnuit USM Sétif sau simplu USMS, este un club de fotbal algerian care reprezintă orașul Sétif în competițiile fotbalistice. În prezent echipa concurează în liga a treia, al treilea nivel fotbalistic din Algeria.